# 흥업백화점
흥업백화점(興業百貨店)은 충청북도 청주시 상당구 성안로 19-2에 위치한 백화점이었다.

## 개요
본 백화점은 1991년에 개점하여 1990년대 당시 진로백화점과 함께 청주시의 양대 백화점으로 자리매김하였다. 그러나 백화점이라는 상호를 사용하고 영업하던 점포 중 매장 면적은 가장 협소하였다.
2011년 LS그룹의 자회사인 LS네트웍스가 해당 백화점을 인수하였다. 인수 직후에는 LS 산하 브랜드의 플래그십 매장 등으로 활용될 것이라는 전망이 제기되었으나, 실제로는 기존과 마찬가지로 일반 백화점 형태로 영업을 지속하였다. 그러나 매출 부진은 개선되지 않았으며, 2012년 청주시 복대동에 현대백화점 충청점이 개점함에 따라 인근 상권이 급격히 침체되었고, 이에 따른 매출 하락으로 경영난이 심화되었다.
결국 2015년 해당 백화점은 주식회사 건동에 130억 원에 매각되었다. 같은 해 6월 말까지는 백화점으로 영업을 이어갔으나, 7월 1일자로 폐업하였다. 이후 리모델링을 거쳐 같은 해 10월 종합의류 매장과 식음시설이 들어설 예정이었으나, 건동이 계약금 13억 원만 지급하고 잔금 113억 원을 납입하지 못하여 계약은 파기되었다.
2016년 1월 다이소 아성산업의 모기업인 한웰이 본 건물을 인수함으로써 소유권은 다시 이전되었다.

## 역대 회장
- 故 박태순 (창업주)